# Daniel Scherman
Pour les articles homonymes, voir Scherman.
Daniel Scherman, né 12 juillet 1953, est un biologiste moléculaire et neuropharmacologue français, spécialiste de biothérapie et d'imagerie biomédicale. Il est marié à la cardiologue  Sylviane Kohn Scherman née le 14 octobre 1957.

## Parcours
Après des études à l'École polytechnique, à l'université Pierre-et-Marie-Curie (Paris VI) et à l'École nationale des ponts et chaussées, Daniel Scherman s'oriente vers la recherche en biologie et devient chercheur au CNRS, au sein de l'Institut de biologie physico-chimique, dans l'équipe de J.P. Henry.  En 1991, il crée un laboratoire mixte entre le CNRS, Chimie ParisTech, et la société Rhône-Poulenc-Rorer (devenue Avantis, puis Sanofi).
En 2014, Daniel Scherman fonde l'unité de Technologies Chimiques et Biologiques pour la Santé, à la faculté de Pharmacie de l'université Paris-Descartes et à Chimie ParisTech,. Il dirige jusqu'en 2018 ce laboratoire. 
Parallèlement à ces activités de recherche, Daniel Scherman a été professeur associé de biologie à l'École polytechnique, entre 1991 et 2003. Il a aussi été directeur scientifique du laboratoire Généthon de l'AFM-Téléthon pour la thérapie génique et cellulaire des maladies génétiques rares, entre 2006 et 2009. Il est directeur de la Fondation Maladies Rares depuis 2017. 
Parmi ses autres diverses responsabilités, Daniel Scherman a été directeur du Centre de Recherche Pharmaceutique de Paris, à la Faculté de Pharmacie Université Paris Descartes, Président de la section «Pharmacologie-ingénierie et technologies pour la santé-imagerie biomédicale » du Comité National de la Recherche Scientifique, président du prix de Pharmacologie de l'Institut français de Prague depuis 2006, président de comité de la Société européenne de Thérapie génique et cellulaire, et membre du conseil scientifique de la Société américaine de Thérapie génique.

## Apport scientifique
Les recherches initiales de Daniel Scherman ont porté sur la bioénergétique, la neuropharmacologie et les maladies neurodégénératives, en particulier la quantification de la mort neuronale dopaminergique dans la maladie de Parkinson, en collaboration avec Yves Agid. Les principales découvertes de Daniel Scherman concernent la thérapie génique qui consiste à transférer directement un gène dans une cellule ou un tissu et à appliquer cette technologie en biologie et en médecine. Ceci a conduit à l'utilisation thérapeutique de « minicercles » d'ADN et à des développements cliniques concernant la vaccination génétique et le traitement de maladies telles que l'uvéite ou la dégénérescence maculaire liée à l'âge, grâce à la production locale et soutenue de protéines thérapeutiques dans la sphère oculaire.

## Prix et distinctions
- 2017 : Grand Prix de l'Académie des Sciences « Emilia Valori pour l'application des Sciences » - France[7]
- 2017 : Elu à l’Académie européenne des sciences - Eurasc – Responsable de la Division « Médecine et Sciences de la Vie »
- 2007 : Experimental Uveitis Research Award - Deutsche Uveitis Arbeitsgemeinschaft - Allemagne
- 2004 : Chevalier dans l’Ordre des Palmes académiques - France
- 2001 : Grand Prix de l’Académie nationale de médecine - France
- 1999 : Médaille d’argent du CNRS - France
- 1998 : Prix de la Recherche du groupe Rhône-Poulenc - France
- 1986 : Prix de Neurobiologie de la Fondation pour la Recherche Médicale – France
- 1982 : Prix de l'Institut de Biologie Physico-Chimique - France

## Ouvrages et publications
- Advanced Textbook on Gene Transfer, Gene Therapy and Genetic Pharmacology, Imperial College Press, 2014
- Biology and physiology of the Blood-Brain Barrier, Scherman D. et Couraud P.O. Plenum Press, 1996.
- Biologie du stress, éditions du Rocher, 1989  (ISBN 9782268005942)

Les travaux scientifiques de Daniel Scherman se traduisent en 2018 par 490 articles publiés dans le « Web of Science », dont 440 dans des revues à comité de lecture, 63 chapitres d’ouvrages, 42 familles de brevets. Ceci se traduit dans le « Web of Science » par un facteur d’impact h-index de 62 et par plus de 16000 citations.